# ロシアの北極圏の島の一覧

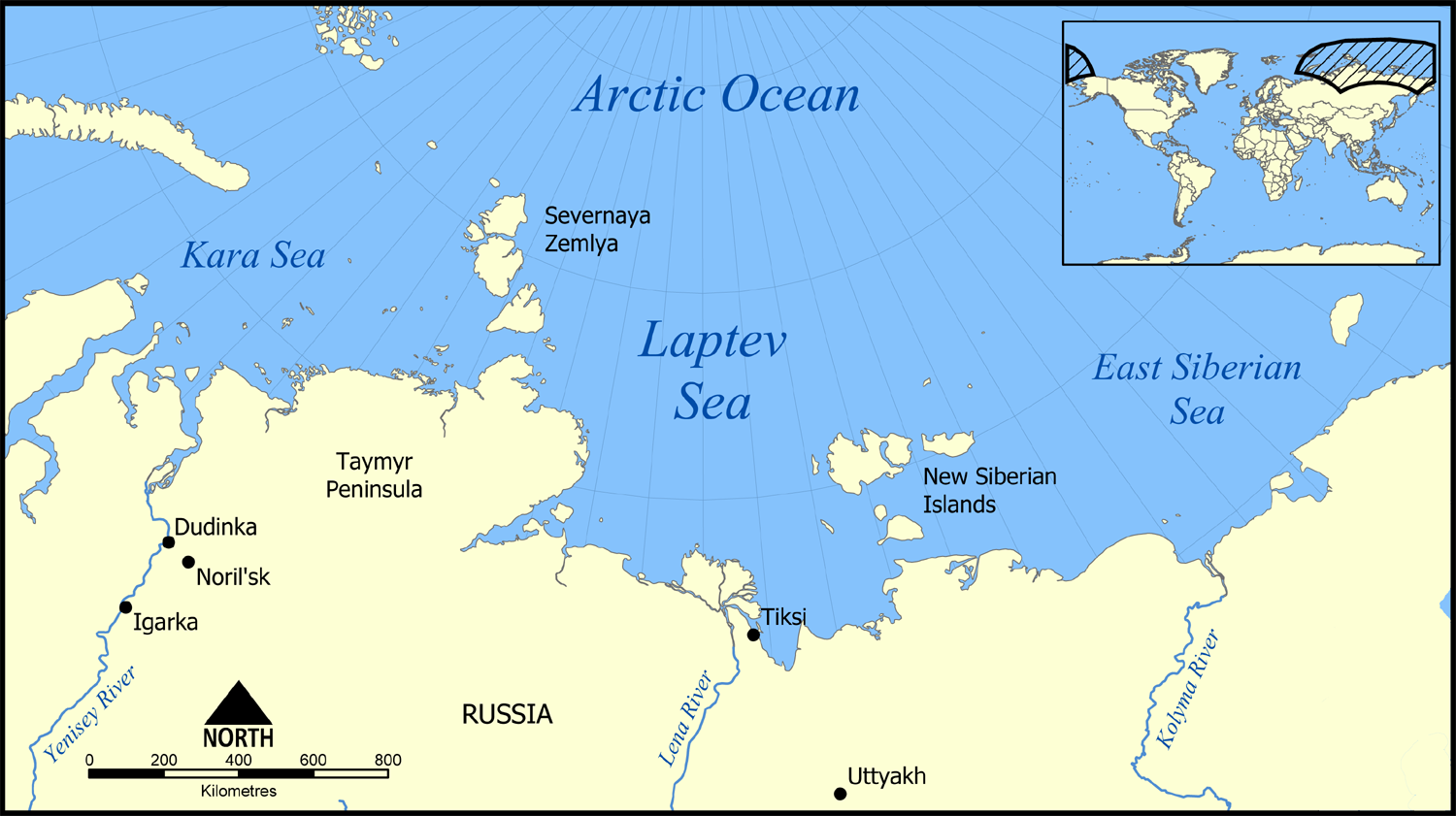
地図

ロシアの北極圏の島の一覧（ロシアのほっきょくけんのしまのいちらん）は、ロシアの北極圏の島を一覧形式で表したものである。

## 一覧
諸島・群島は太字で示した。
- アイオン島
- アルクチチェスキー・インスチトゥート諸島
- ボリショイ・ベギチェフ島
- ベルイ島
- ベリコフスキー島
- ヴァイガチ島
- ヴィリキツキー島
- ヴィゼ島
- ビクトリア島
- ヴォロニナ島
- ウランゲリ島
- ゲイベルグ諸島
- ゲラリト島
- ドゥナイ諸島
- ゼムリャフランツァヨシファ
- イスヴェスチ・ツィク諸島
- カメンニエ諸島
- キルディン島
- コルグエフ島
- コルチャカ島
- コリュチン島
- コムソモリスカヤ・プラウダ諸島
- メドヴェジイ諸島
- ネウポコエヴァ島
- ノヴァヤゼムリャ(セヴェルヌィ島、ユージヌィ島)
- ノヴォシビルスク諸島
- ノルデンショルド群島
- オレニ島
- ペトラ諸島
- プラヴニコヴィエ諸島
- セルゲイ・キーロフ諸島
- スヴェルドルプ島
- シビリャコフ島
- セヴェルナヤ・ゼムリャ諸島
- セミ諸島
- タイミル島
- ウエジネニヤ島
- ウシャコフ島
- ファッデヤ諸島
- ショカルスキー島
- シュヘリ・ミニナ群島
- ヤヤ島